# Dáil Éireann
Dáil Éireann (/dɔɪl ˈɛərən/, lit. Adunarea Irlandei) este camera inferioară (și principală) a Oireachtas Éireann, legislativul Irlandei, entitate care cuprinde și președinția Irlandei și Seanad Éireann, camera superioară. Adunarea Irlandei are 158 de membri.

## Legături externe
- en Citizens Information - Dáil Éireann Arhivat în 8 ianuarie 2017, la Wayback Machine.